# Elizabeth Moutzan-Martinegou
Elizabeth Moutzan-Martinegou (illa de Zacint, octubre de 1801 - novembre del 1832), fou una escriptora grega. Ha estat considerada com la primera dona escriptora de la Grècia moderna. Va escriure poesia, més de quinze obres de teatre i obres sobre economia i teoria poètica, a més a més de traduir obres de literatura clàssica com ara  l'Odissea i la tragèdia d'Èsquil Prometeu encadenat. Una de les seues obres més conegudes és la seua autobiografia.

## Biografia
Nascuda el 1801, Elizabeth Moutzan prové d'una família aristocràtica de l'illa de Zante. Va rebre una educació a casa per part de preceptors religiosos, educació que ella mateixa completa de manera autònoma. Aprén idiomes, incloent-hi el grec antic, el toscà i el francés. Apassionada per la literatura i el coneixement, es dedica a escriure poemes, obres de teatre en grec i toscà i traduccions de literatura grega antiga. El seu desig hauria estat poder dedicar-se a l'estudi i a l'escriptura, però sos pares l'obliguen a casar-se, tot i que troben dificultats per a trobar-li marit a l'illa. En acabant, li troben de marit Nicolás Martinegos, però aquest retarda la celebració del matrimoni per negociacions, durant 16 mesos. El seu matrimoni es realitza a l'estiu del 1831. Tingueren un fill, anomenat Elisavetios Martinegos, però a causa de complicacions durant el part, Elizabeth mor el 9 de novembre del 1932, dues setmanes després del seu naixement.

## Obra
Va escriure una vintena d'obres de teatre en grec i toscà. Va traduir textos antics i compongué alguns poemes. La seua autobiografia, imbuïda de postulats filosòfics de la Il·lustració, també inclou reflexions sobre la Revolució francesa i l'esclavitud de les dones, i és una de les primeres expressions feministes gregues. Aquesta autobiografia la va publicar pòstumament el seu fill el 1881, en un volum que incloïa també alguns dels seus poemes. La majoria dels seus altres treballs foren destruïts pel terratrèmol de les Illes Jòniques del 1953.